# Mercado de pescado de Tsukiji

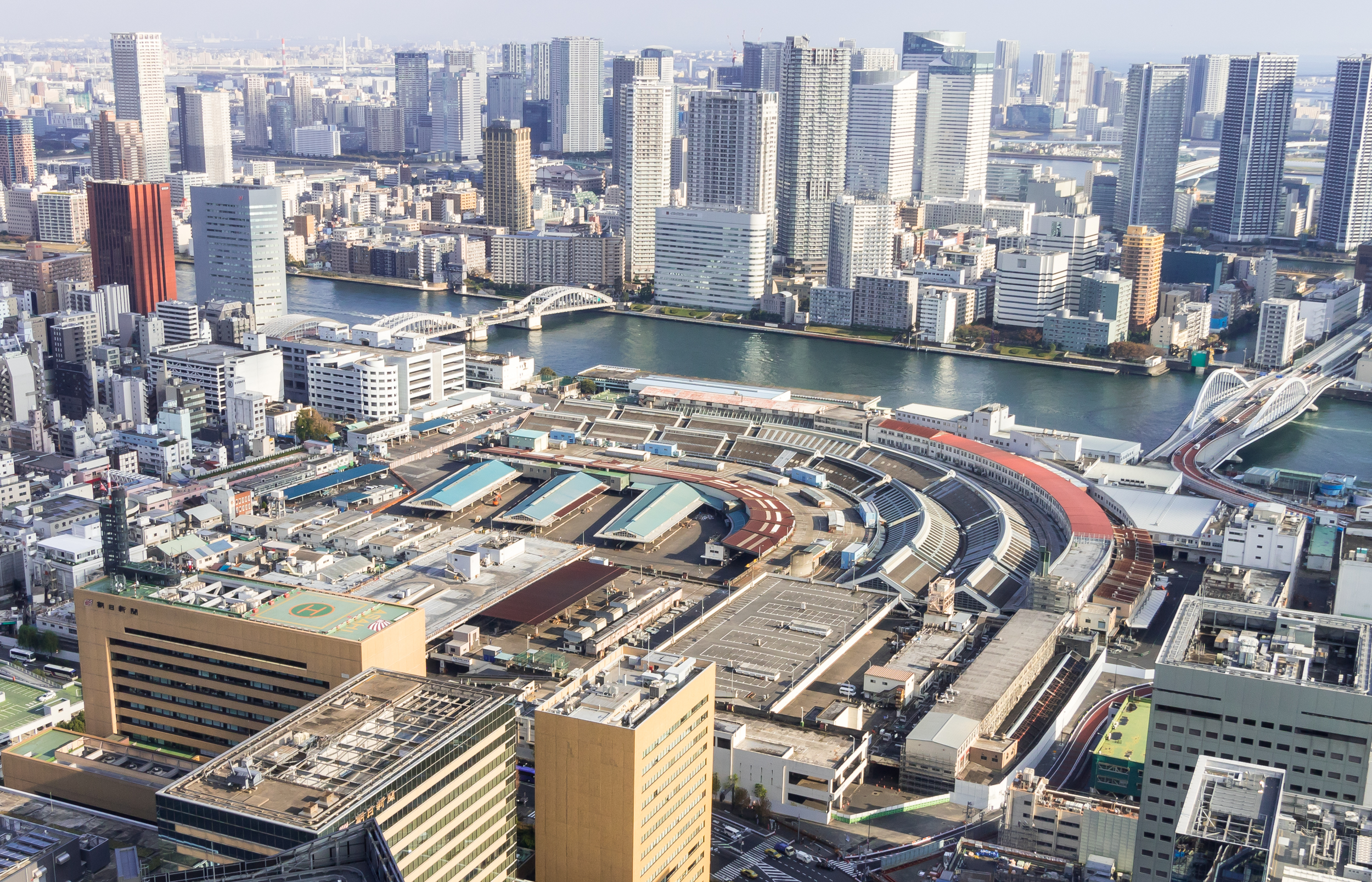
Vista de Tsukiji desde Shiodome (2018)

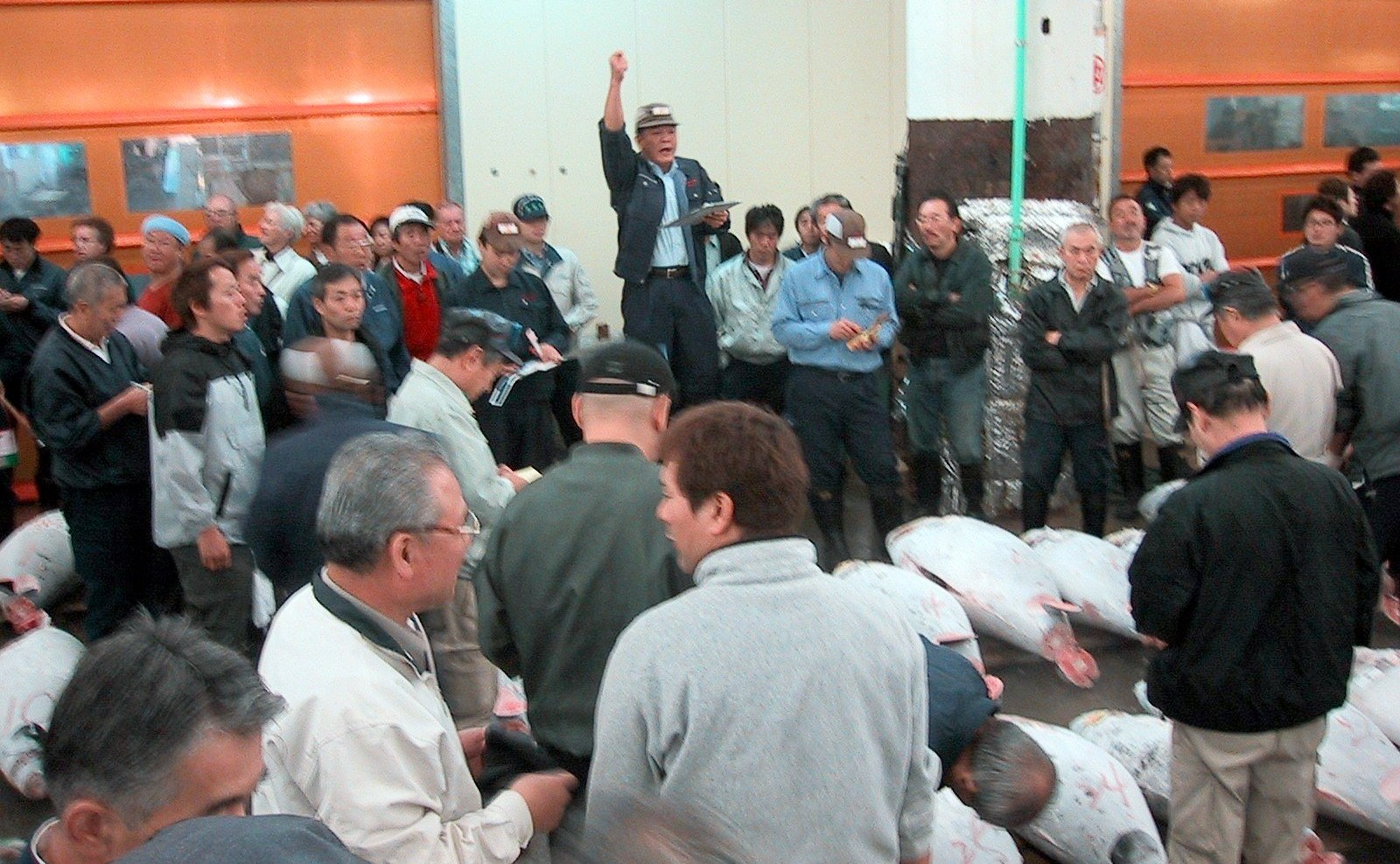
Subasta de atún en Tsukiji.

El Mercado Mayorista Central Metropolitano de Tokio, comúnmente conocido como mercado de pescado de Tsukiji ( 築地市場, Tsukijishijou ) es el mayor mercado mayorista de pescado y productos marinos del mundo y también uno de los más grandes mercados mayoristas de alimentos en general. El mercado se encuentra en Tsukiji, en la zona central de Tokio, y es un punto de atracción para turistas extranjeros (el mercado no es muy visitado por los japoneses).

## Ubicación
El mercado de pescado de Tsukiji se encuentra ubicado cerca de la "Estación Tsukijishijō" en la línea Toei Ōedo y es la "Estación Tsukiji" en la línea Tokyo Metro Hibiya. El mercado se compone de dos grandes zonas. El "mercado interior" (jonai shijo) es el mercado mayorista licenciado, donde se realizan los remates y se procesa la mayor parte del pescado, y donde los comerciantes mayoristas con licencia (aproximadamente son unos 900) operan sus negocios. El "mercado exterior" (jogai shijo) es una mezcla de ventas al por mayor y negocios de venta al público que venden utensilios de cocina japoneses, suministros para restaurantes, comida en general, y productos de mar, además hay numerosos restaurantes, especialmente de sushi. La gran mayoría de los negocios en el mercado exterior cierran a primera hora de la tarde, mientras que los del mercado interior cierran aún más temprano.

## Actividad económica

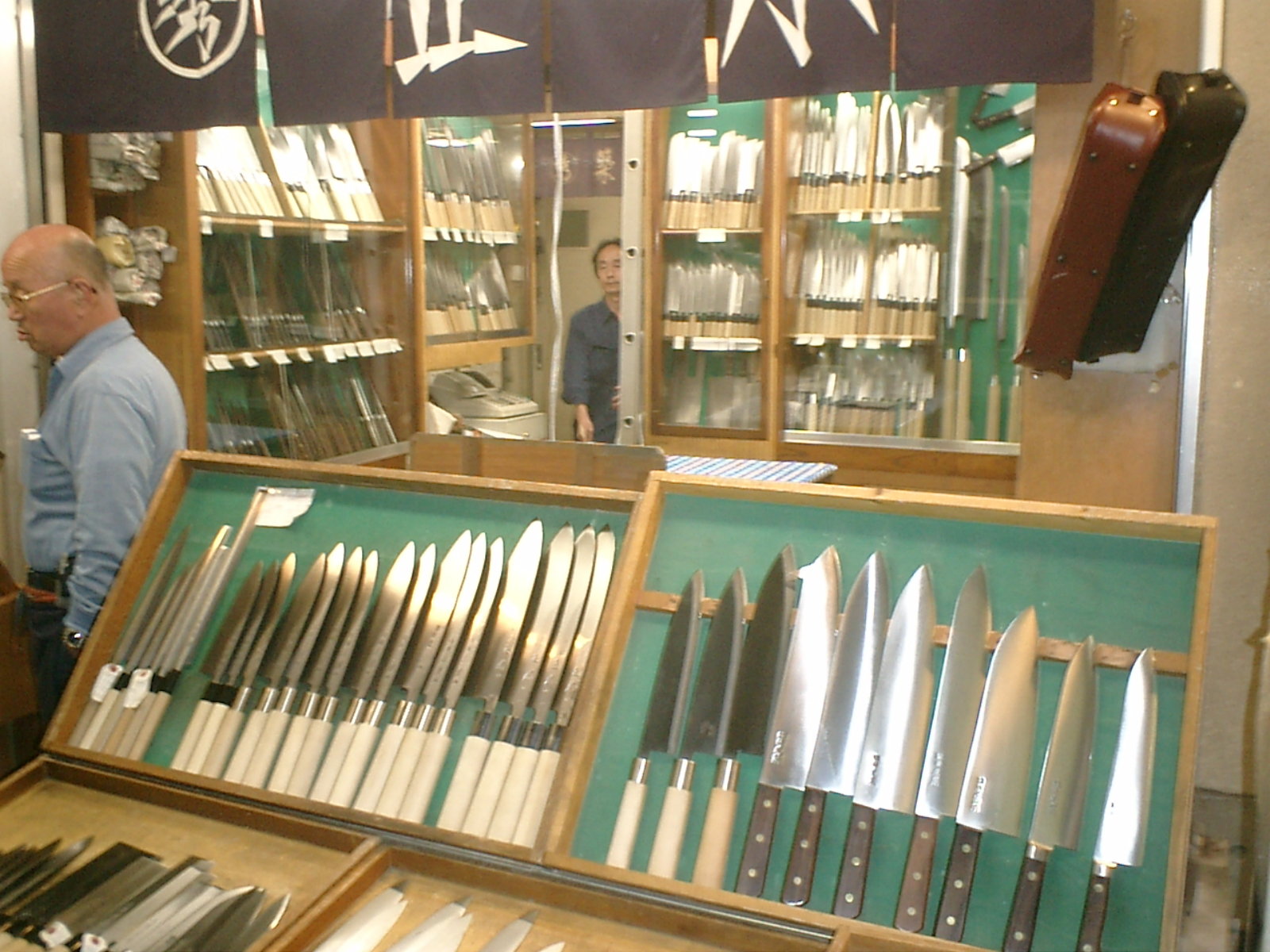
Puesto de venta de cuchillos en el mercado.

En el mercado se maneja el comercio de más de 400 tipos diferentes de productos marinos que abarcan desde pequeñas sardinas hasta atunes de 300 kg, y desde algas baratas hasta el caviar más caro. El mercado moviliza más de 700 000 toneladas de productos marinos cada año en los tres mercados de Tokio, con un valor total de más de 600,000 millones de yen (unos 5 500 millones de dólares norteamericanos). Solo Tsukiji moviliza más de 2 000 toneladas de productos marinos por día. El número total de empleados registrados varía entre 60 000−65 000, incluidos vendedores, contadores, rematadores, oficinistas y distribuidores.

## Operaciones

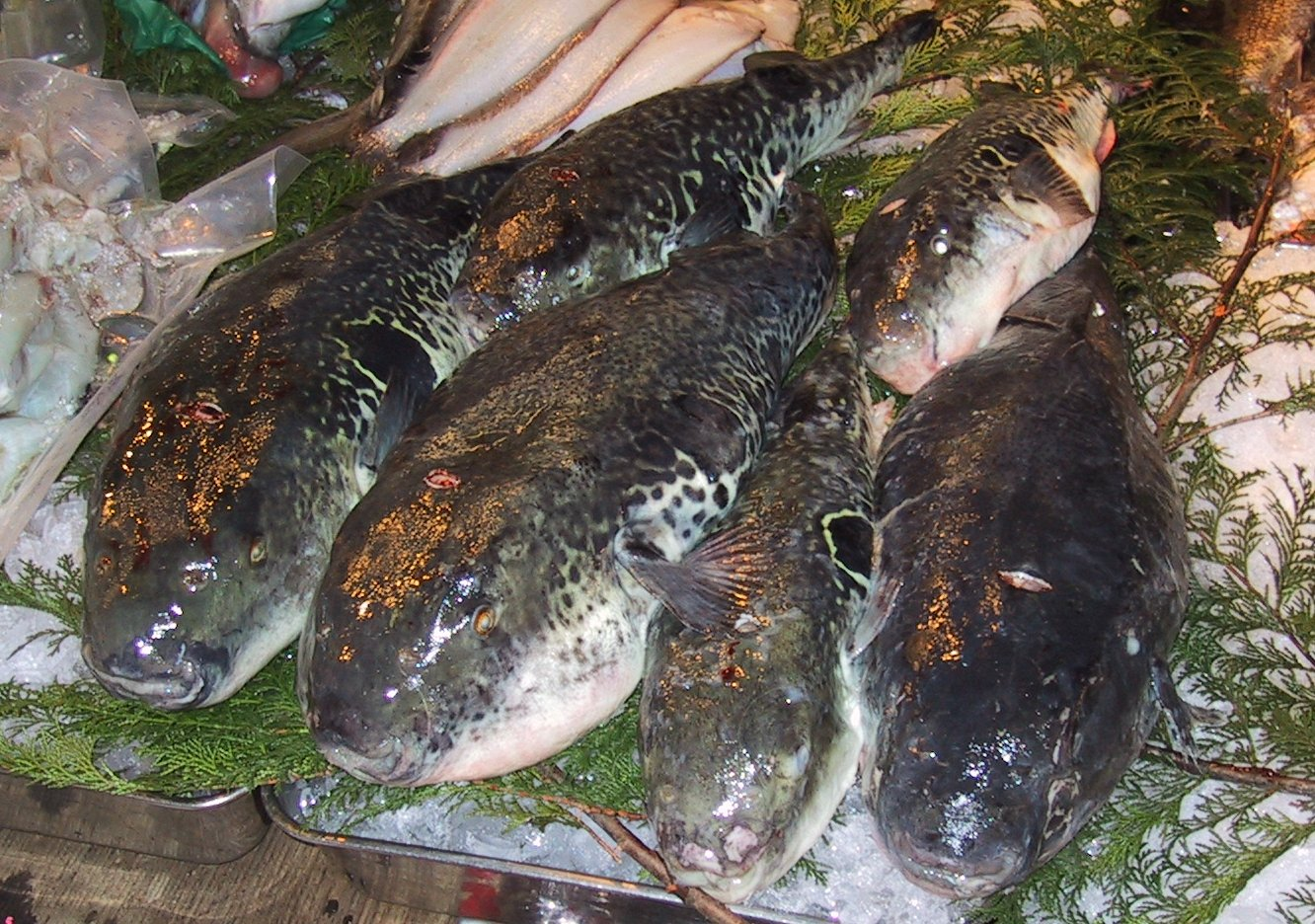
Una bandeja con seis fugu en hielo a la venta en Tsukiji.

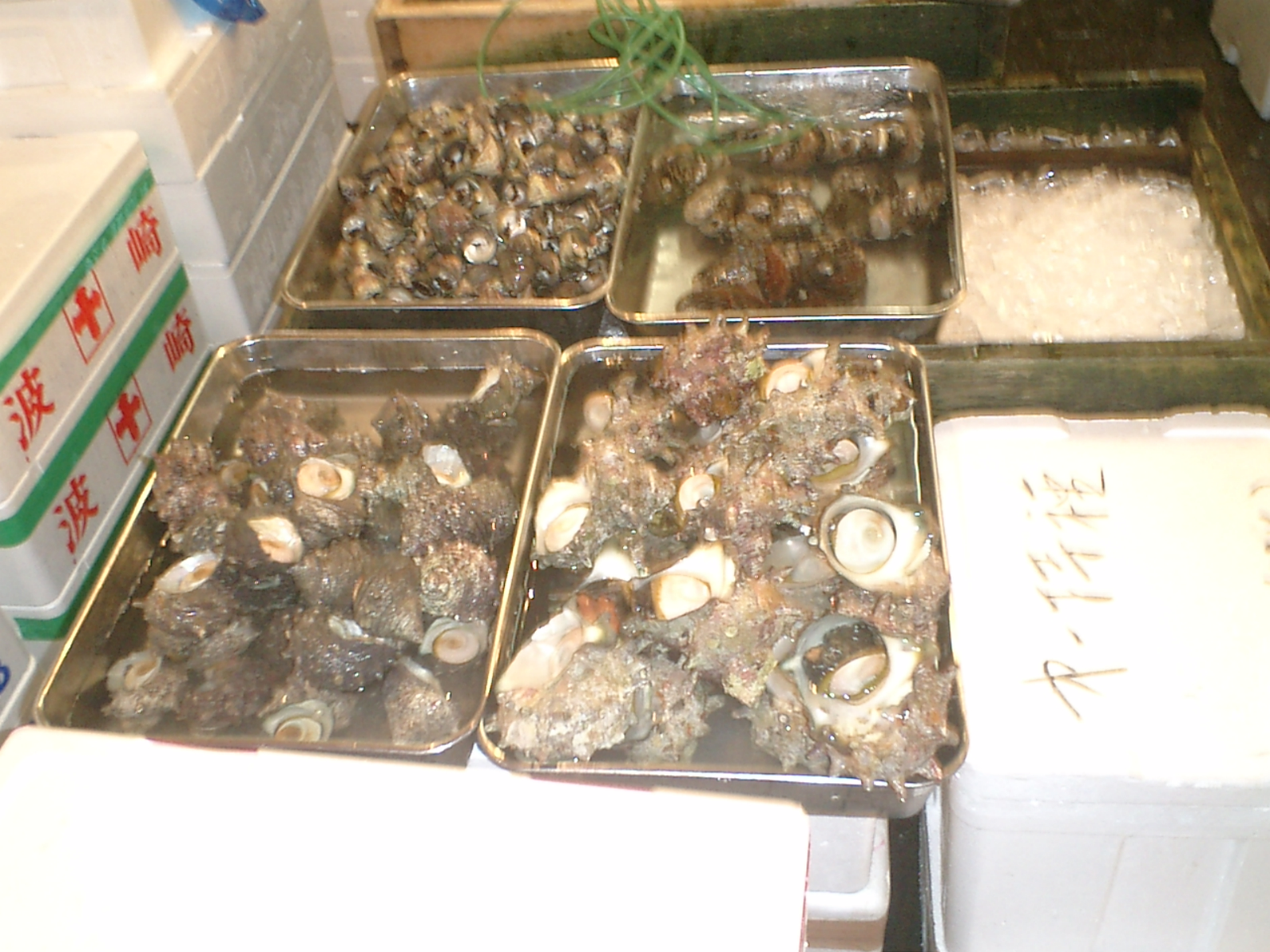
Venta de moluscos.

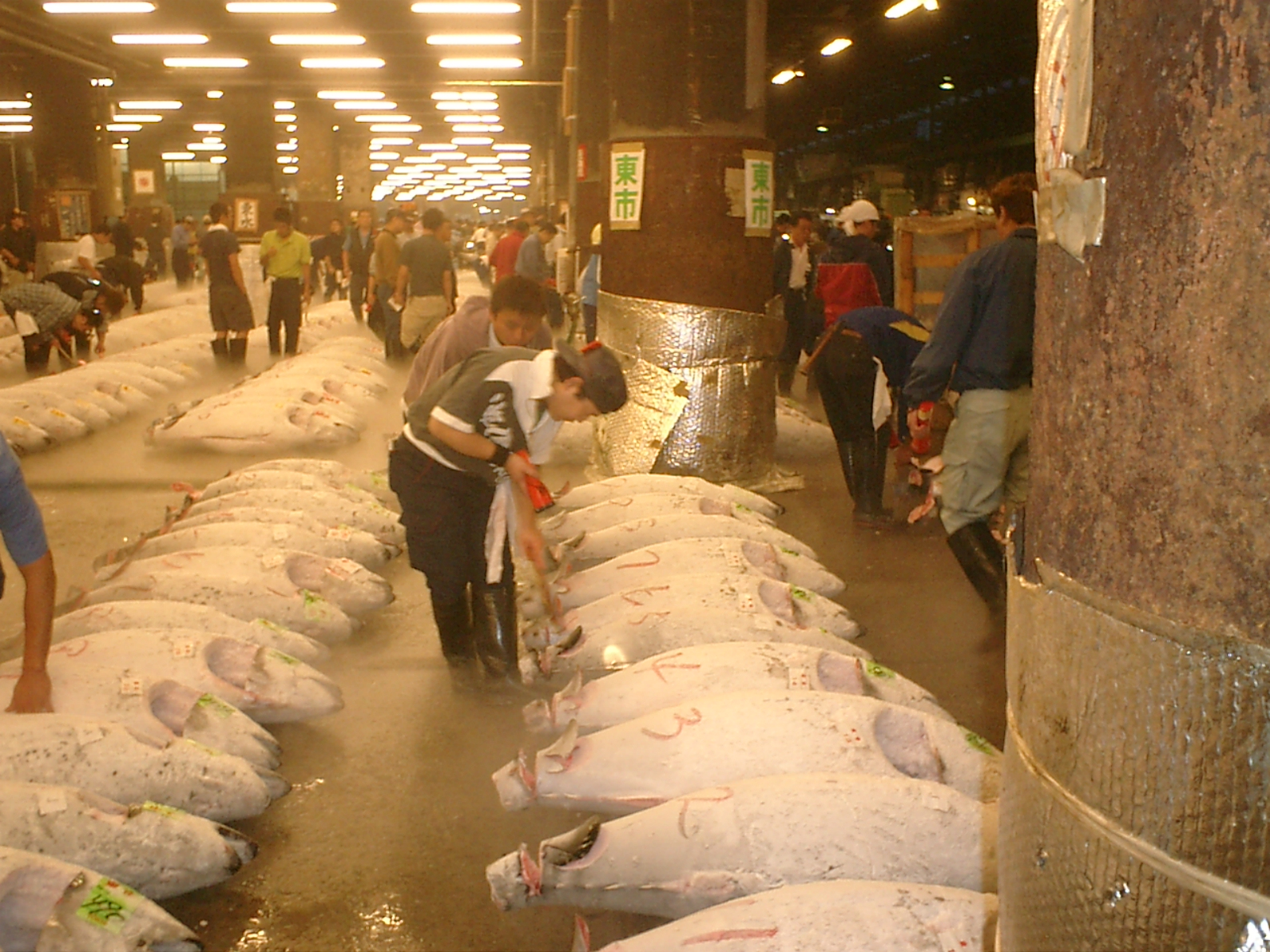
Operadores inspeccionando la calidad de los atunes congelados antes del remate.

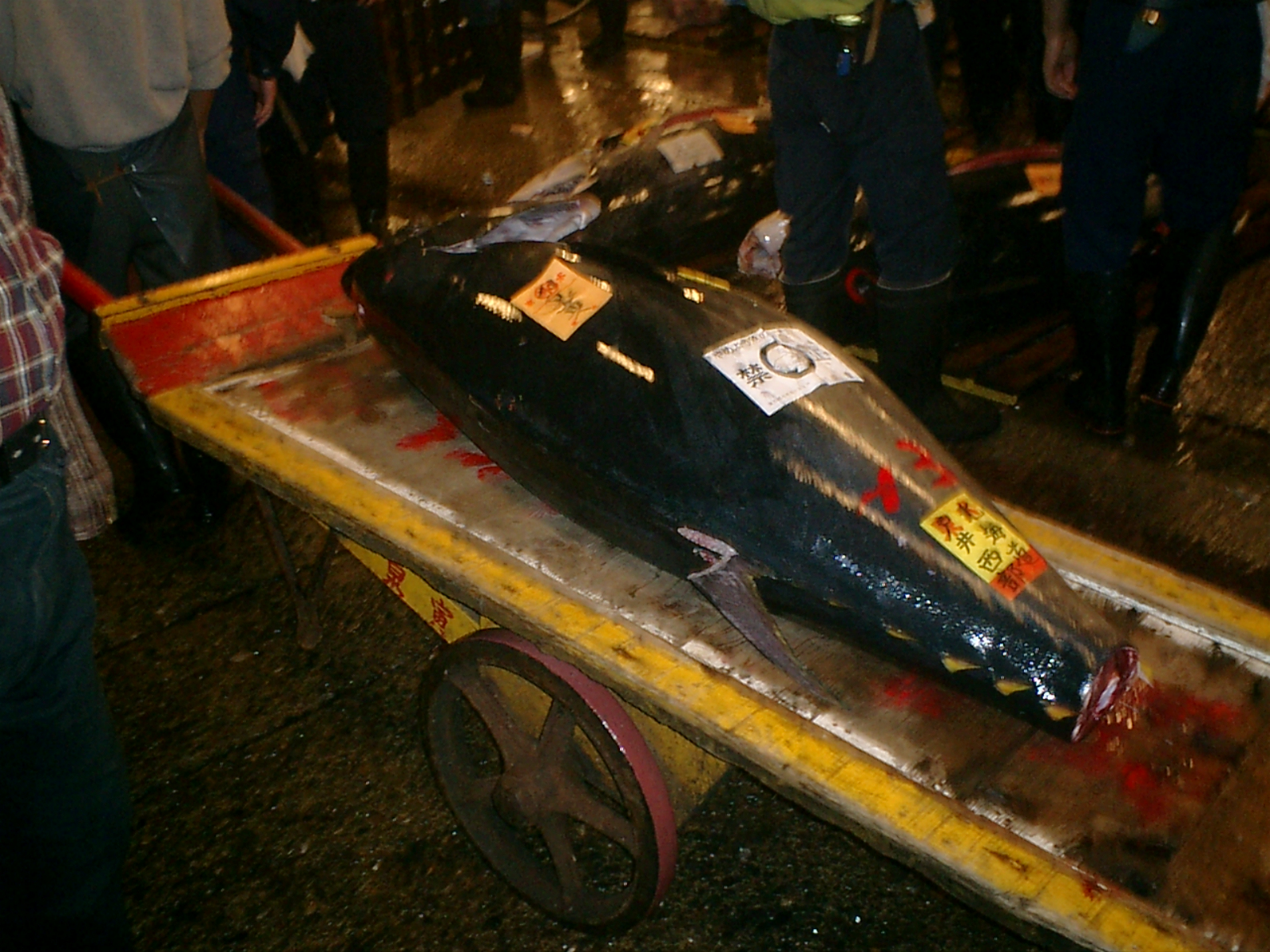
Ejemplar subastado.

El mercado abre casi todos los días a las 3:00 de la madrugada, excepto los domingos y festivos y algunos días especiales durante la semana, y comienza la llegada de productos por barco, camión y avión desde todas partes del mundo. Se destaca especialmente la descarga de grandes volúmenes de atún. Los vendedores de las casas de subastas (vendedores mayoristas, llamados en japonés oroshi gyōsha) estiman los valores y preparan los productos recibidos para las subastas. Los compradores (que poseen ciertas licencias que les permiten participar en las subastas) inspeccionan los pescados para determinar cuáles son los lotes por los que desean realizar una oferta y cuál es el precio que ofrecerán. 

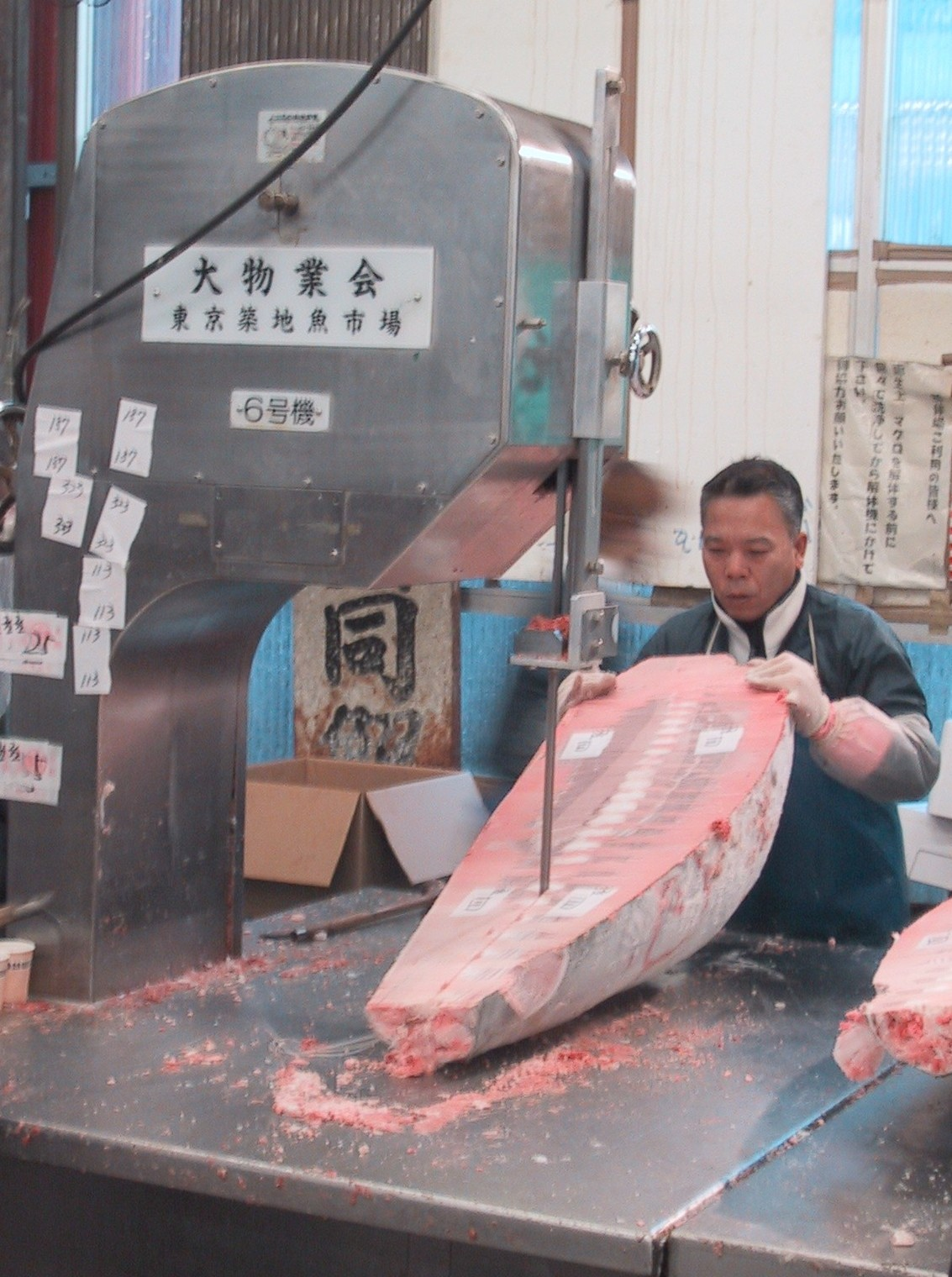
Trozado de atún congelado con una sierra.

Las subastas comienzan a las 5:20. Solo los operadores con licencia pueden participar en ellas. Los compradores incluyen mayoristas intermediarios, nakaoroshi gyousha, que operan negocios dentro del mercado, como también otros compradores licenciados que son agentes de restaurantes, compañías de procesamiento de alimentos y grandes supermercados.
Las subastas finalizan hacia las 7:00. Luego, el pescado que ha sido comprado es cargado en camiones para ser entregado a su destino, o en pequeños carros con los que es transportado a los numerosos negocios que existen dentro del mercado. Allí, los propietarios de los negocios trocean y preparan los productos para su reventa. En el caso de pescados grandes, por ejemplo, el atún y el pez espada, el cortado y preparación es bastante trabajoso. El atún y pez espada congelados a menudo son cortados utilizando grandes sierras sinfín, mientras que el atún fresco es despostado utilizando cuchillos extremadamente largos (algunos de más de un metro de largo) llamados oroshi hocho, maguro-bocho o Hancho hocho.
El mercado desarrolla su máxima actividad entre las 5:30 y las 8:00, luego la actividad disminuye notablemente. Muchos negocios comienzan a cerrar sus puertas hacia las 11:00, y el mercado se cierra para su limpieza a las 13:00.
Inspectores pertenecientes al gobierno del área metropolitana de Tokio supervisan las actividades en el mercado para hacer cumplir las leyes y regulaciones sobre la higiene de los alimentos.

## Historia

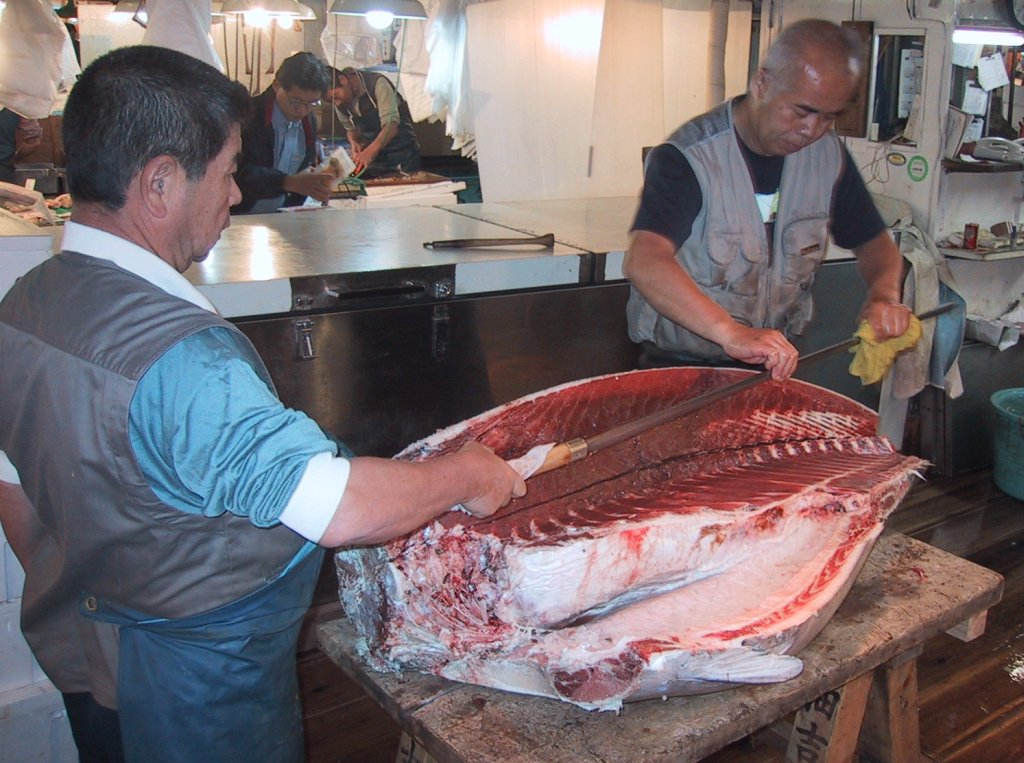
Uso de un cuchillo oroshi hocho en el mercado de pescado Tsukiji en Tokio.

El mercado de pescado más antiguo de Tokio fue creado por Tokugawa Ieyasu durante el período Edo para proveer de comida al castillo Edo (hoy Tokio). Tokugawa Ieyasu invitó a que los pescadores de Tsukudajima, Osaka fueran a Edo y proveyeran de pescado al castillo. El pescado que no era comprado por el castillo era vendido cerca del puente Nihonbashi, en el mercado llamado uogashi (literalmente, "fish quay") que era uno de los numerosos mercados mayoristas especializados que bordeaban los canales de Edo (como era llamado Tokio antes de 1870).
En agosto de 1918, luego de las llamadas "Revueltas del arroz" (Kome Soudou), que se produjeron en más de cien ciudades y pueblos en protesta por la falta de comida y las prácticas especulativas de los mayoristas, el gobierno japonés se vio forzado a crear nuevas instituciones para distribuir los alimentos, especialmente en las áreas urbanas. En marzo de 1923 se promulgó la Ley del mercado central mayorista. El gran terremoto de Kantō, ocurrido el 1 de septiembre de 1923, arrasó la zona central de Tokio, incluido el mercado de pescado de Nihonbashi. Durante la reconstrucción que siguió a dicho terremoto, el mercado fue mudado al distrito de Tsukiji, y luego de que en 1935 se concluyeron con las obras de construcción de un nuevo local para albergar el mercado, el mercado de pescados comenzó sus operaciones bajo las regulaciones de la ley de mercados centrales mayoristas de 1923. Tres importantes mercados comenzaron sus operaciones en 1935 en Tsukiji, Kanda y Koto. Pequeños mercados satelitales se abrieron en Ebara, Toshima, y Adachi, otros sitios. Actualmente, el sistema gubernamental metropolitano de Tokio de mercados mayoristas incluye más de una docena de mercados, que procesan productos de mar, verduras, carne, y flores.